# Fibrocystin
Fibrocystin (Kürzel: FCYT; auch Polyduction genannt) ist ein Transmembranprotein, das im Körper vieler Wirbeltiere vom PKHD1-Gen codiert wird. Es spielt eine wichtige Rolle beim Krankheitsbild der autosomal-rezessiven Zystenniere (ARPKD), aber auch bei Gallenzysten, Fibrosen oder Hyperplasien des Gallengangs.

## Aufbau und Vorkommen
Fibrocystin besteht aus 4074 Aminosäuren und hat eine molare Masse von 447 kDa.
Das recht große Polypeptid besteht aus drei Abschnitten:
1. Einem extrazellulären N-Terminus aus 3858 Aminosäuren,
2. einer transmembranen Domäne und
3. einem kurzen C-Terminus

Der extrazelluläre Bereich untergliedert sich in sechs Immunglobulin-ähnlichen Plexin-Transkriptionsfaktor-Domänen (IPT).
2002 entdeckten C. J. Ward und Kollegen im Tiermodell Ratte das für Fibrocystin codierende Gen. Fibrocystin wird in fetalen und adulten Nieren und dem Pankreas exprimiert, besonders im Epithel. In anderen Organen und Geweben ist es nicht nachweisbar. In den Nieren von PCK-Ratten, einem Modellorganismus für ARPKD, ist Fibrocystin deutlich schwächer exprimiert, aber noch nachweisbar.

## Funktion
Zusammen mit Polycystin-2 findet sich Fibrocystin im Basalkörper der primären Zilien. In der apikalen Domäne polarisierter epithelialer Zellen ist es offensichtlich in die Bildung der Nierenkanälchen und/oder der Aufrechterhaltung der Architektur des Lumens des Sammelrohrs involviert.

## Genetik
siehe Hauptartikel: PKHD1
Fibrocystin wird beim Menschen vom PKHD1-Gen (polycystic kidney and hepatic disease 1) auf Chromosom 6 Genlocus p21.1-p12 codiert.
Mutationen in PKHD1 können zu Funktionsstörungen des Genproduktes Fibrocystin führen und so zum Phänotyp einer ARPKD führen.